# Portret Marcina Lutra (Lucas Cranach młodszy, 1564)
Portret Marcina Lutra – obraz olejny przedstawiający niemieckiego reformatora i teologa Marcina Lutra stworzony w pracowni Lucasa Cranacha młodszego w 1564. Wzorem dla wizerunku Lutra jest obraz Lucasa Cranacha starszego z 1539.
Portret teologa w ujęciu en trois quarts z pracowni Cranacha Młodszego znajdujący się w zbiorach Muzeum Narodowego w Warszawie, do II wojny światowej znajdował się w kościele świętej Elżbiety we Wrocławiu.

## Opis obrazu
Masywna postać Marcina Lutra szczelnie wypełnia przestrzeń kompozycji. Duchowny kieruje wzrok w swoją lewą stronę, w dłoniach trzyma czarno oprawioną Biblię. Cranach młodszy przedstawił Lutra w konwencji portretu mieszczańskiego, w codziennym stroju i bez zbędnych elementów dekoracyjnych. Po prawej stronie obrazu umieszczona została data powstania pierwowzoru (1564) oraz znak herbowy Cranachów: uskrzydlony wąż z pierścieniem w pysku.
Obraz stanowi pendant do Portretu Filipa Melanchtona także znajdującego się w zbiorach Muzeum Narodowego w Warszawie. Wizerunki obu reformatorów, komponowane jako dyptyk, były popularnym wytworem pracowni Cranachów, zamawianym m.in. przez gminy wyznaniowe do dekoracji zborów.

## Napis
Na dole obrazu znajduje się łaciński napis o treści:

REVERENDVS VIR DOCTlub MARTINVS LVTHERVS NATVS ANO M.CCCC.LXXXIII. IIII.ID. NOVEMB: HlubA XI. ANTE MEDIAM NOCTEM IN OPPIDO CHERVUSClubVM ISLEBEA IDEM MlubTVVS EST ANO M.D.XLVI. XII CAL: MARTII. QVI FVIT DIES CONClubDIAE IN PATRIA. ET SEPVLTVS EST WITEBERGAE IN TEMPLO ARCIS.

## Przykłady dyptyków Luter/ Melanchton autorstwa Cranacha Młodszego

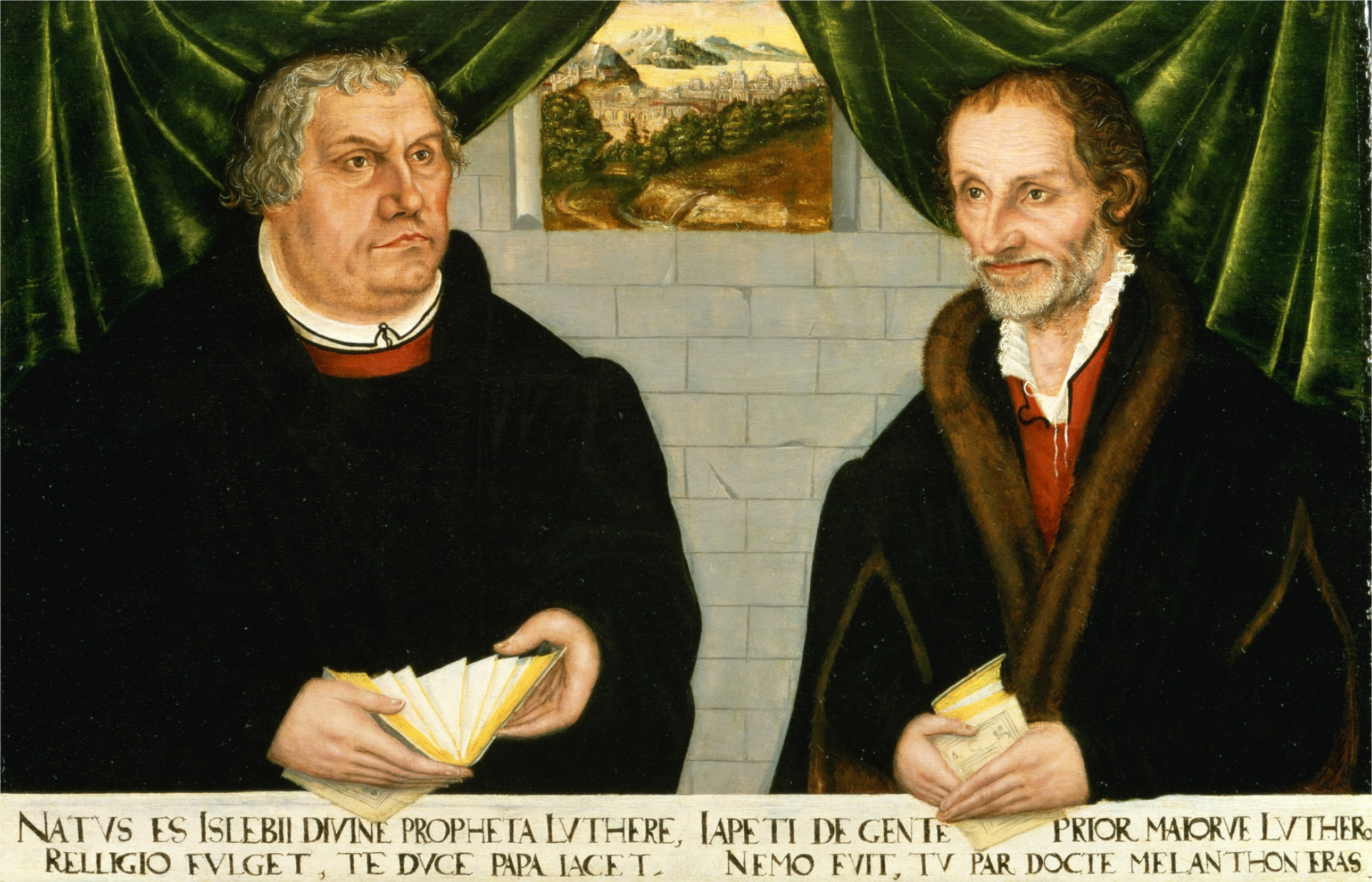
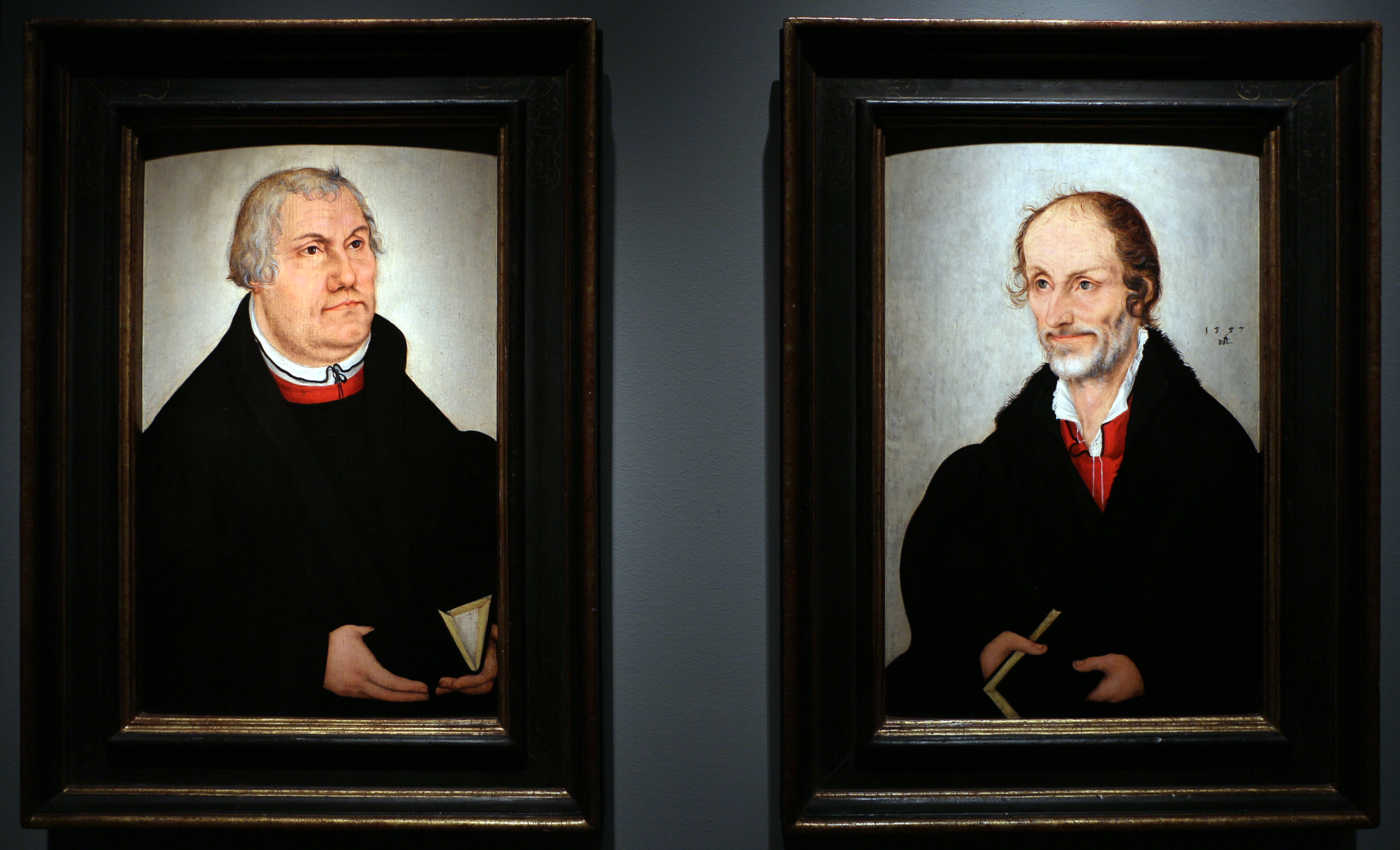
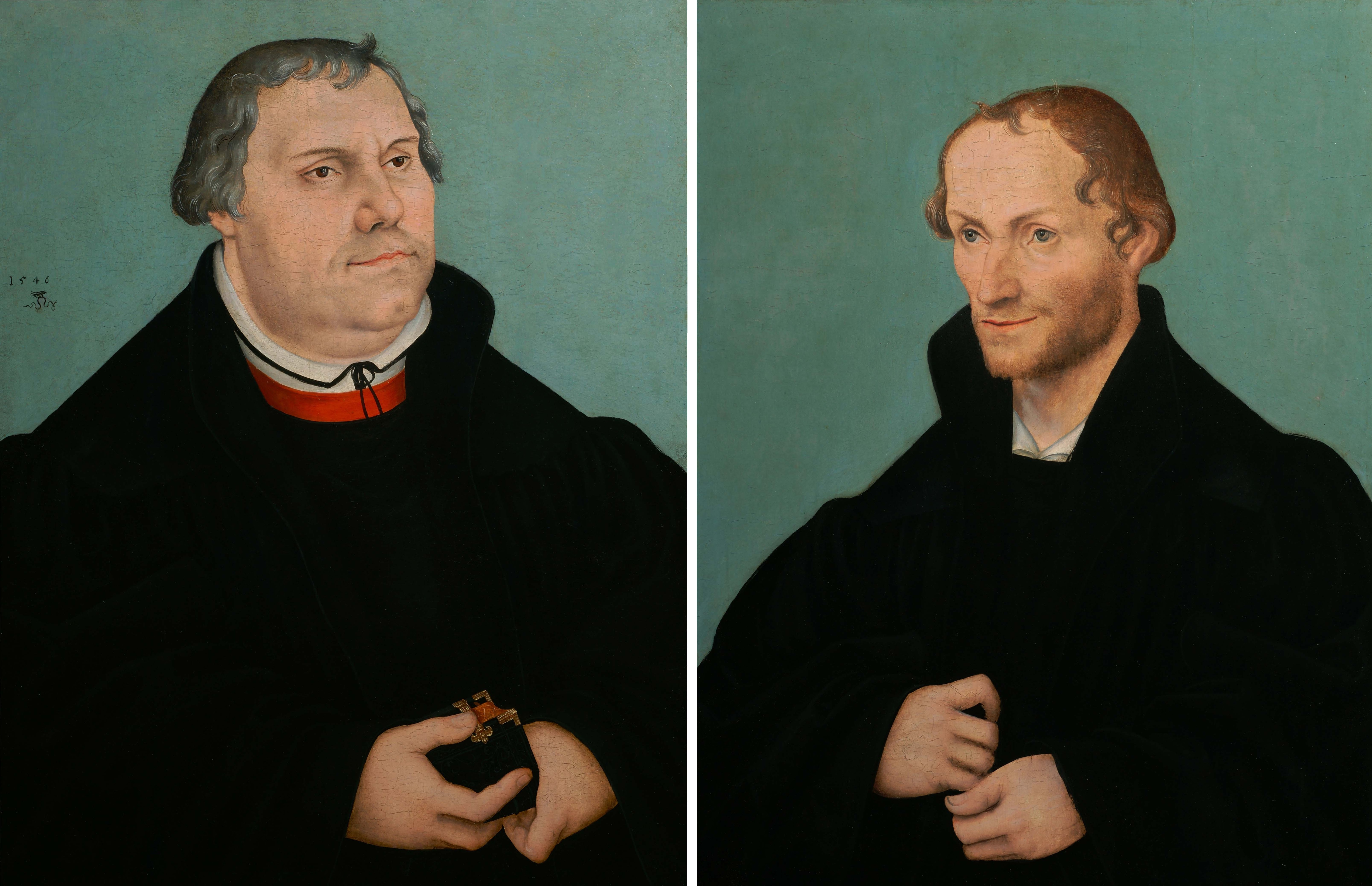